# 本杰明·考克斯
本杰明·考克斯（英語：Benjamin Cox，1975年12月13日—），澳大利亚男子轮椅篮球运动员。他曾代表澳大利亚参加1996年夏季残疾人奥林匹克运动会轮椅篮球比赛，获得一枚金牌。